# Paspalum guenoarum
Paspalum guenoarum är en gräsart som beskrevs av José Arechavaleta. Paspalum guenoarum ingår i släktet tvillinghirser, och familjen gräs. Inga underarter finns listade i Catalogue of Life.